# Перри, Оресте
Оресте Перри (итал. Oreste Perri; род. 27 июня 1951, Италия) — итальянский гребец на байдарках, после завершения спортивной карьеры, стал политиком. Он выиграл шесть медалей на Чемпионате мира по гребле на байдарках и каноэ: четыре золота (Б-1 1000 м: 1975, Б-1 10 000 м: 1974, 1975, 1977) и две бронзовые медали (Б-1 1000 м : 1974, 1977).
Оресте Перри выступал на трех летних Олимпийских играх, где его лучший результатом был финиш четвёртым (1972: К-4 1000 м, 1976: К-1 1000 м).
22 июня 2009 года, Перри был приведен к присяге в качестве мэра Кремона, Италия.